# Naked City
Naked City var en musikgrupp som spelade avantgarde och leddes av saxofonisten och kompositören John Zorn.
Bandet var aktivt primärt i New York åren 1988–1993, samt gjorde en kort återförening 2003.
Naked Citys musik omfattade element från jazz, grindcore, surfmusik, modern klassisk musik, metal, country, punkrock och ett dussin andra musikgenrer.

## Medlemmar
- John Zorn – altsaxofon, kompositör, bandledare.
- Bill Frisell – gitarr
- Wayne Horvitz – synthesizer, piano, keyboard
- Fred Frith – basgitarr
- Joey Baron - trummor
- Yamatsuka Eye – sång (1988–1993)

Turnerande medlemmar
- Mike Patton – sång (1991, 2003)
- Cyro Baptista – percussion (1989)
- Carol Emanuel – harpa (1989)

## Diskografi
Studioalbum
- Naked City (1990) (album krediterad John Zorn)
- Torture Garden (1989)
- Grand Guignol (1992)
- Heretic: Jeux des Dames Cruelles (1992)
- Leng Tch'e (1992)
- Absinthe (1993)
- Radio (1993)

Livealbum
- Naked City Live Volume 1: Knitting Factory 1989 (2002)